# 奥林匹克运动会
奧林匹克運動會（希臘語：Ολυμπιακοί Αγώνες），簡稱奧運會、奧運，是世界最高等級的國際綜合體育賽事，由國際奧林匹克委員會主辦，每4年舉行一次。冬季競技項目創立冬季奧林匹克運動會後，的奧林匹克運動會則是又稱為「夏季奧林匹克運動會」以示區分。從1994年起，冬季奧運會和夏季奧運會分開，相隔2年交替舉行。曾譯為世界運動會（簡稱世運會、世運）。
古代奥林匹克運動會起源於古希腊，是當時各城邦之間的公開較量，因為舉辦地在奧林匹亚而得名。信奉基督教的羅馬皇帝狄奧多西一世以奧林匹克運動會崇拜耶穌以外神祇為由，禁止奧運競技，於是奧運在舉辦超過1,000年後於4世紀末停辦，奧運這次停辦持續了1,503年，直到19世纪末才由後人發現遺蹟。之後，法國的顾拜旦男爵皮耶·德·古柏坦創立了有真正奧運精神的現代奧林匹克運動會，自1896年開始每4年舉辦一次，更確立了會期不超過18日的傳統。現代奧運會只在兩次世界大戰期間合共中斷過5次（分別是1916年夏季奧運會、1940年夏季奧運會、1940年冬季奧運會、1944年夏季奧運會和1944年冬季奧運會），以及在2020年因全球防疫延期過一次（2020年夏季奧運會）。

## 古代
根据希臘神话，大力神海克力斯在奥林匹亚赢得了一场比赛的胜利后下令，类似的比赛应该每四年在奥林匹亚举行一次。另一个传说则称，宙斯在战胜提坦巨人克洛诺斯后创立了奥林匹克运动会。运动会是在祭神的奥林匹亚举行，那里有一个十二米高的用象牙和黄金铸成的宙斯神像，这个神像是世界七大奇迹之一。
第一个有文字记载的奥运会于公元前776年举行，但是我们可以确定之前奥运会就已经存在了。当时只有短跑（希腊人称之为“斯泰德”，意为“场地跑步”，英语中“体育场”一词就出于此）一个项目，长度为192.27米，因为这是大力神脚长的六百倍。奥运会每四年举行一次，后来希腊人还将奥运会作为一种计算时间的方式，一个“奥林匹亚”就是两次奥运会之间的时间——4年。
后来，其他项目逐渐地加入到奥运会中：拳击、古希臘式搏擊、田径（包括场地跑、跳远、标枪、铁饼）。新项目的加入使得运动会的长度从1天延长到5天，其中三天有比赛，其他两天则从事宗教活动。最后一天所有的参赛选手都可以参加一场盛宴，享用在比赛第一天时供奉给宙斯的一百頭牛。奥运会项目获胜者的奖品是橄榄枝编成的花环以及莫大的荣誉。雕塑家们还为获胜者雕刻人像。古人曾经约定奥运会举行期间，各城邦互不交战，久而久之，橄榄枝就成了和平的象征。因此奧運會雖然在現代是各國運動競技的項目，但主要的精神仍是以世界和平為主。
但在393年，罗马帝国皇帝狄奧多西一世认为古代奧運會為「异教活动」，故下令禁止。

## 現代

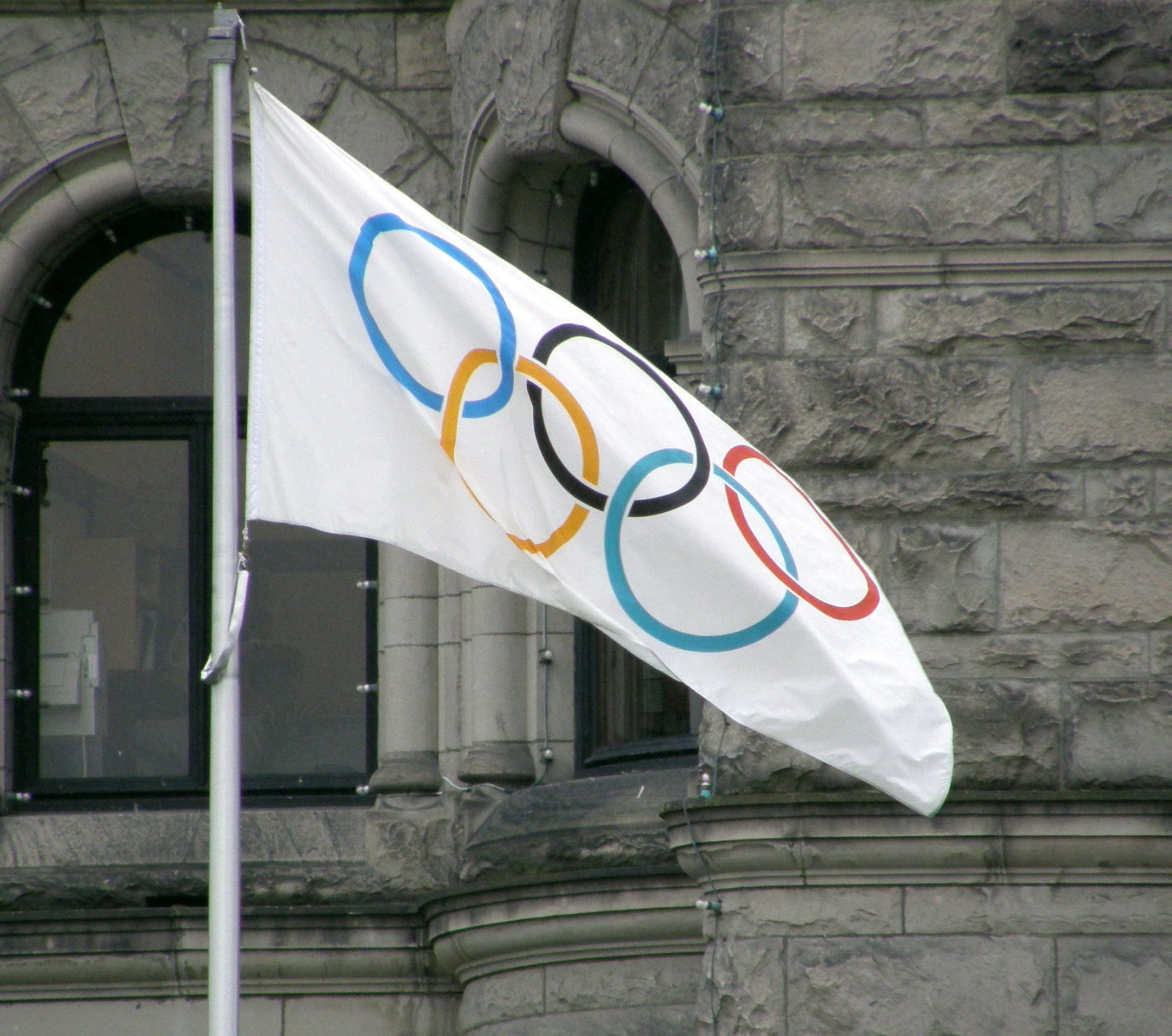
奥林匹克会旗

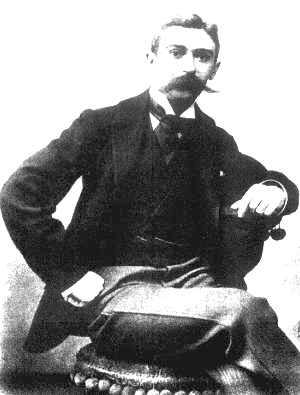
现代奥运会的创始人，皮埃尔·德·顾拜旦男爵

德国人库齐乌斯花了多年时间挖掘古希腊的奥林匹亚村，他在1852年1月在柏林宣读了考察报告，并建议恢复奥运会。
被尊称为“现代奥林匹克之父”的法国教育家皮埃尔·德·顾拜旦于1892年在索邦大学把范围扩大到全世界。1894年，顾拜旦致函各国体育组织，邀请他们参加在巴黎举行的国际体育大会。在同年6月16日举行12国的代表在巴黎举行了“恢复奥林匹克运动大会”。会议决议每四年举行一次全球范围的奥林匹克运动会。6月23日，国际奥林匹克委员会成立，希腊人泽麦特里乌斯·维凯拉斯出任主席，顾拜旦任秘书长，并亲自设计了奥运会的会徽、会旗。会议还通过了奥林匹克宪章。1896年，第一届现代奥林匹克运动会终于在希腊雅典正式举行。并决定此后每4年举行一次，会期不超过18天。
历届奥运会从1896年开始，每四年舉辦一次，其中第6届（1916年）、第12届（1940年）、第13届（1944年）由于战争的原因没有举行，但是届数仍然按照顺序排列。
1896年奧運在1896年4月5日举行，虽然只有13个国家三百名运动员参加，但是它第一次成为了国际性的比赛。这一届的冠军没有金牌，因此不能被称作“金牌获得者”。在这一届奥运会上，也确定了奥运会由奥委会的各成员国轮流举办的原则。
1900年奧運第一次有女子运动员参加，这也是女子进入体育运动的开始。但是此次在巴黎舉行，並沒有受到有關當局的重視，各項設施差，連開幕式、閉幕式都沒有。1912年奧運首次实行了限制职业运动员参赛的规定，从这届开始国际奥委会对女子参赛由默认转为公开支持的态度。
1908年奧運时，在圣保罗大教堂举行奥运会的宗教仪式上，美国宾夕法尼亚州大主教在布道词中说，奥运会“重要的是参与，不是胜利”，顾拜旦很欣赏这句话，以后多次引用，使得不少人认为这句话应该成为奥林匹克理想。1913年，为了宣传奥林匹克精神、鼓励参赛运动员，由顾拜旦提议，经国际奥委会批准，將「Altius, Citius, Fortius」（中文：更高、更快、更強）作為奧林匹克格言。
1920年奧運首次采用了国际奥委会会旗——奥林匹克五环旗。此外，开幕式上的运动员宣誓仪式和闭幕式上的会旗移交仪式也是从这一届开始的。1928年奧運第一次在开幕式上点燃了火炬，这一形式也被以后的奥运会承袭下来。1936年奧運首创了火炬接力并在开幕式上点燃火炬的仪式。1968年奧運增加了裁判员宣誓。2012年倫敦奥運會增加教練員宣誓。
1980年代末，國際奧委會開始不再堅持業餘這一要求（但是拳擊比賽例外）。1992年巴塞罗那奥运会标志着奥运会业余时代的结束。
2021年起，國際奧委會首次對奧林匹克格言進行調整，在現有格言之後增加「Communiter」（中文：更團結）一詞，使得奧林匹克格言變更為「Altius, Citius, Fortius — Communiter」（中文：更高、更快、更強－－更團結）。
而每屆開幕式中的運動員進場會以該國家語言的字母（或字體筆畫）開首按順序進場。如2012年奧運（主辦國是英國），就會以英文字母順序進場。再如2008年奧運（主辦國是中華人民共和國），就會以該國家的簡體字筆畫順序進場。雖然出場次序每屆不同，但根據傳統，希臘會是第一個進場（因爲希臘是奧運發源地），最後進場的是該屆主辦國國家。但如2004年奧運（主辦國是希臘），則會是希臘國旗先進場，希臘代表队最後進場。由2020年奧運起，下屆奧運會主辦國將會於該屆以倒數第二（即該屆主辦國之前）進場。當讀出出場國家的名字時都是先讀法文（因為「現代奧林匹克之父」顧拜旦是法國人），然後讀英文。（如果主辦國家的官方語言並非是以上兩種，將會是緊隨英文以該國家的官方語言最後讀出）2024年奧運是首次不在運動場館舉行開幕式。開幕式壓軸的點燃火炬儀式也是屆屆新穎，其中1992年奧運由一名残奥会射箭運動員用弓箭把聖火點燃。而在1992年之前點燃聖火的同時都會把白鴿放生，寓意和平。但在1988年奧運點燃聖火時有不少白鴿被燒死，因此在1992年開始不再放白鴿。

## 花費
自1964年奧運以後耗资日益巨大，使得许多国家都不敢申請。美国举办的1984年奧運大胆革新，引入商业模式，最后获得2.25亿美元的盈利，首开奥运会获利的先河。為了解決這個花費過高的問題，自2001年6月19日起需同時接手帕拉林匹克運動會，通常也要能夠之前或之後辦洲際賽事或其他國際賽事。例如索契賽後會舉行2017年洲際國家盃、2018年國際足協世界盃等。

## 特殊
- 以下獎牌奧運閉幕式才會頒發，非比賽完畢就頒發： 夏季奧運：男子馬拉松、女子馬拉松。冬季奧運：女子越野滑雪30公里自由式、男子越野滑雪50公里自由式。
- 奧運會自1981年起，各項比賽「前8名」者會獲得一份「參賽證書」
- 部分項目會規定預賽到決賽最多只能有2～3名同一個NOC代表進入最終決賽。例如：部分比賽取前8名參加決賽，如果規定同代表團只能2個進入決賽那麼同代表團第三個以後且在前8名以內的需要讓出決賽資格給第9名以後非同代表團且未滿額的參賽者。舉例體操2個、馬術3個。
- 各項目會規定同一個國家最多只能有1～4個席位參加比賽。
- 接受信用檢查（藥檢、年齡等）
  - 1968年之前沒有任何措施
  - 以往只有獎牌得主
  - 在21世紀以後，禁藥等問題嚴重，該項比賽前8～10名都要，必要時可要求所有人都做。

## 青年奧林匹克運動會
2007年危地馬拉時間7月5日，國際奧委會在第119屆全會中決定了創立青年奧林匹克運動會，運動員的年齡需為十四至十八歲，首屆舉行的時間為2010年8月間，由新加坡主辦，2014年由中國南京主辦，2018年由阿根廷布宜诺斯艾利斯主办。由于新冠肺炎疫情，原定于2022年在塞内加尔首都达喀尔举办的第四届青奥会推迟至2026年。

## 舉辦城市
奧運會的舉辦城市所屬的國家也就是本屆奧運會的主辦國。自從1984年洛杉磯奧運以來，由於證明了奧運也能盈利，為該城市帶來相當大的利益，每屆奧運會舉辦城市的競爭日趨激烈，但舉辦城市則只能有一個。根據奧委會章程規定，奧運會屬國際奧委會的專利，所以奧委會根據申請舉辦城市的能力和財力，由全體委員投票決定下一屆奧運會的主辦城市。舉辦城市必須遵守奧委會的指示，例如興建標準運動場地，為運動員提供奧林匹克運動會村。一般來說，國際奧委會主席和主辦國家元首都會出席開幕禮和閉幕禮，並在會上致詞，並由主辦元首宣佈大會開幕與閉幕。在以往，奧運會參賽國家由主辦國發出邀請，現在根據1986年國際奧委會漢城會議決定，由國際奧委會邀請。

## 比赛项目

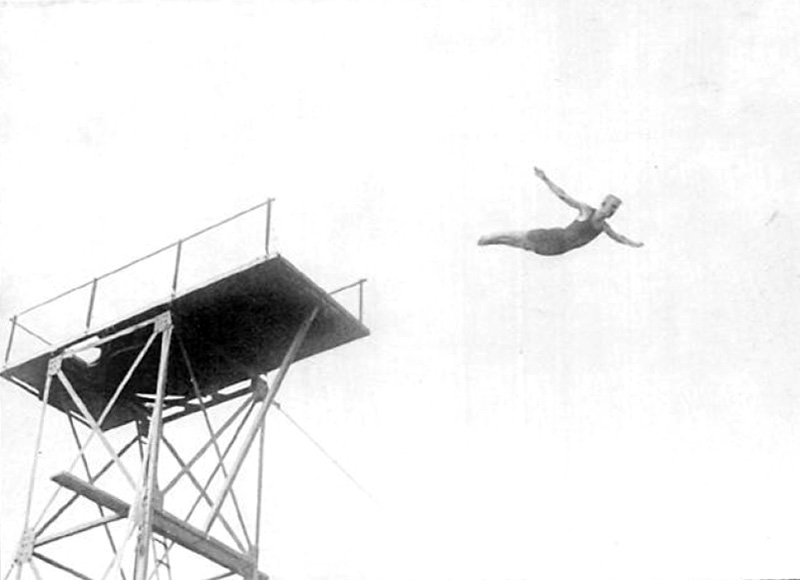
在1908年夏季奥林匹克运动会上的高台跳水比赛

根据国际奥委会的规定，凡是被国际奥委会承认的国家奥委会都可以派运动队参加比赛。奥林匹克运动会的比赛项目有很多，因此每个项目的参加奥运会比赛的资格都有一定限制。
奥运会的比赛项目不仅有古老的運動——體操、田径等，也有许多新的项目不断加入进来。最新的競賽像是沙灘排球，甚至連亞洲的跆拳道和柔道都在賽程之內，但相關裁判爭議的比賽仍在討論是否適合放入競賽中。根据最新规定，每屆奥运会的比赛大项不可多於28個（但可能會逐漸鬆綁）。而入选为正式的比赛项目，男子運動項目必須以一般的運動項目出現在至少75個國家、以及4大洲；女子運動項目則必須至少出現在40個國家、以及3大洲中，這些項目通常也非當時主辦國獨強項目。此外，国际奥委会还授权举办国将該國开展较为普及的1至3个非奥运会项目列为當屆奥运会的表演项目，其他国家亦可派队参加。雖然是作為非正式項目，获胜者還是會得到奖牌。
值得注意的是，雖然大部分的奧運項目皆視奧運為本項目的最高級別賽事，視奧運冠軍為本項目的最高榮耀，但仍有部分球類運動並非如此。例如足球的最高級別賽事是世界盃足球賽，網球的最高級別賽事為大滿貫系列賽。
下表列出了目前夏季奥林匹克运动会的正式比赛项目：
| 项目         | 时间                                                        |
| ------------ | ----------------------------------------------------------- |
| 射箭         | 1900年－1908年、1920年、1972年－                            |
| 田径         | 1896年－                                                    |
| 壘球         | 1996年－2008年、2020年、2028年                              |
| 棒球         | 1992年－2008年、2020年、2028年 （1984年－1988年為表演項目） |
| 羽毛球       | 1992年－ （1988年為表演項目）                               |
| 篮球         | 1936年－                                                    |
| 沙滩排球     | 1996年－                                                    |
| 拳击         | 1904年－1908年、1920年－                                    |
| 皮划艇       | 1936年－ （1924年為表演項目）                               |
| 自行车       | 1896年－                                                    |
| 跳水         | 1904年－                                                    |
| 马术         | 1900年、1912年－                                            |
| 击剑         | 1896年－                                                    |
| 足球         | 1900年－1928年、1936年－                                    |
| 体操         | 1896年－                                                    |
| 手球         | 1936年、1972年－                                            |
| 曲棍球       | 1908年、1920年－                                            |
| 柔道         | 1964年、1972年－                                            |
| 现代五项     | 1912年－                                                    |
| 艺术体操     | 1984年－                                                    |
| 赛艇         | 1900年－                                                    |
| 帆船         | 1900年、1908年－                                            |
| 射击         | 1896年－1924年、1932年－                                    |
| 游泳         | 1896年－                                                    |
| 花样游泳     | 1984年－                                                    |
| 乒乓球       | 1988年－                                                    |
| 跆拳道       | 2000年－ （1988年－1992年為表演項目）                       |
| 网球         | 1896年－1924年、1988年－ （1968年、1984年為表演項目）       |
| 彈簧床       | 2000年－                                                    |
| 铁人三项     | 2000年－                                                    |
| 排球         | 1964年－                                                    |
| 水球         | 1900年－                                                    |
| 举重         | 1896年、1904年、1920年－                                    |
| 摔跤         | 1896年、1904年－                                            |
| 高爾夫       | 1900年－1904年、2016年－                                    |
| 七人制橄欖球 | 2016年－                                                    |
| 滑板         | 2021年－                                                    |
| 运动攀岩     | 2021年－                                                    |
| 冲浪         | 2021年－                                                    |
| 霹靂舞       | 2024年                                                      |

## 比赛成绩和奖励
奥林匹克的精神是重在参与，只强调运动员之间和运动队之间的竞争，并不认为这是国家之间体育实力的较量。因此国际奥委会只公布比赛成绩，并不进行各国获奖情况的统计。但是东道国、新闻媒体以及各国的奥委会都进行这方面的统计，并按奖牌或分数排列总的名次。国际奥委会认为，精神奖励是奥林匹克精神的重要因素之一。因此在奖励方面，也着重在精神上和名誉上。在奥运会上获胜的前三名选手，只分别授予金、银、铜质奖章，并不发给任何獎金。但是各国对于获得前三名的运动员都会给予很丰厚的物质奖励，商界也会进行慷慨的赞助。讓许多原本默默无闻的运动员，从一夜之间变成了家喻户晓的明星。而每屆奧運獎牌榜的排名次序每個洲份也有不同的標準，除北美洲按總獎牌數來決定排名外，其餘洲份都是以金牌總數來決定排名。

### 金牌統計
以下是歷屆夏季奧林匹克運動會金牌榜排名：
| 年份             | 首名     | 金牌 | 次名     | 金牌 | 備註 |
| 1896年夏季奥运会 | 美国     | 11   | 希腊     | 10   | |
| 1900年夏季奥运会 | 法國     | 26   | 美国     | 19   | |
| 1904年夏季奥运会 | 美国     | 78   | 德国     | 4    | 首次在北美洲舉辦夏季奥林匹克运动会 |
| 1908年夏季奥运会 | 英国     | 56   | 美国     | 23   | |
| 1912年夏季奥运会 | 美国     | 25   | 瑞典     | 24   | |
| 1916年夏季奥运会 |          |      |          |      | 因第一次世界大戰停辦 |
| 1920年夏季奥运会 | 美国     | 41   | 瑞典     | 19   | |
| 1924年夏季奥运会 | 美国     | 45   | 芬兰     | 14   | 中华民国派出网球队共4名选手，预备参加男单及男双表演赛，然开幕式后皆退赛。这是中国运动员首次出现在奥运会场上。 |
| 1928年夏季奥运会 | 美国     | 22   | 德国     | 10   | |
| 1932年夏季奥运会 | 美国     | 41   | 義大利   | 12   | 中华民国首次参赛 |
| 1936年夏季奥运会 | 納粹德國 | 34   | 美国     | 24   | |
| 1940年夏季奥运会 |          |      |          |      | 因第二次世界大戰停辦 |
| 1944年夏季奥运会 |          |      |          |      | 因第二次世界大戰停辦 |
| 1948年夏季奥运会 | 美国     | 38   | 瑞典     | 16   | |
| 1952年夏季奥运会 | 美国     | 40   | 苏联     | 22   | 蘇聯、香港首次參賽；中华民国因故退出；中华人民共和国则在开幕前才取得参赛资格，抵达时奥运接近尾声，仅一名运动员赶上游泳比赛。                                                                                              |
| 1956年夏季奥运会 | 苏联     | 37   | 美国     | 32   | 首次在大洋洲舉辦夏季奥林匹克运动会 |
| 1960年夏季奥运会 | 苏联     | 43   | 美国     | 34   | 奧林匹克運動會中華民國代表團楊傳廣勇奪十項全能銀牌，為中華民國首枚奧運獎牌，亦為兩岸三地首枚。 |
| 1964年夏季奥运会 | 美国     | 36   | 苏联     | 30   | 首次在亞洲舉辦夏季奥林匹克运动会 |
| 1968年夏季奥运会 | 美国     | 45   | 苏联     | 29   | 奧林匹克運動會中華民國代表團紀政榮獲80公尺跨欄銅牌，為中華民國首枚女子奧運獎牌，亦是東亞女子首枚奧運田徑獎牌。 |
| 1972年夏季奥运会 | 苏联     | 50   | 美国     | 33   | 慕尼黑慘案發生 |
| 1976年夏季奥运会 | 苏联     | 49   | 東德     | 40   | 剛果人民共和國等30個非洲國家因抗議紐西蘭十五人欖球國家隊訪問南非，而抵制该届奥运。 |
| 1980年夏季奥运会 | 苏联     | 80   | 東德     | 47   | 美國等64個國家因蘇聯入侵阿富汗，而抵制该屆奧運 |
| 1984年夏季奥运会 | 美国     | 83   | 羅馬尼亞 | 20   | 蘇聯等16個國家抵制该届奥运。中华人民共和国重回奥运大家庭，夺得首枚金牌，另中華台北奪得首枚獎牌。 |
| 1988年夏季奥运会 | 苏联     | 55   | 東德     | 37   | |
| 1992年夏季奥运会 | 独联体   | 45   | 美国     | 37   | |
| 1996年夏季奥运会 | 美国     | 44   | 俄羅斯   | 26   | 英屬香港奪得首枚金牌 |
| 2000年夏季奥运会 | 美国     | 40   | 俄羅斯   | 32   | |
| 2004年夏季奥运会 | 美国     | 36   | 中国     | 32   | 中華台北奪得首枚金牌 |
| 2008年夏季奧運會 | 中国     | 48   | 美国     | 36   | 首次由中国举办夏季奥林匹克运动会 |
| 2012年夏季奧運會 | 美国     | 46   | 中国     | 38   | 首次每一個國家都有女子選手參賽 |
| 2016年夏季奧運會 | 美国     | 46   | 英国     | 27   | 首次在南美洲舉辦夏季奧林匹克運動會。俄羅斯禁藥風波、寨卡病毒、場地污染严重，是該屆奥运三大問題。 |
| 2020年夏季奧運會 | 美国     | 39   | 中国     | 38   | 因全球2019冠状病毒病疫情，延期至2021年夏季。香港以「中国香港」名義奪得首枚金牌。 俄罗斯因禁药风波被禁赛，获批准俄罗斯运动员可以“俄罗斯奥林匹克委员会”的名义参赛，俄罗斯的“制服、国号、国旗和国歌”将不会出现在本届奥运会。 |
| 2024年夏季奧運會 | 美国     | 40   | 中国     | 40   | 美國44面銀牌，中國27面銀牌，故美國第一中國第二，亦是首次出現夏季奧運會累積金牌相同 |
| 2028年夏季奧運會 |          |      |          |      | 預定將由美國洛杉磯舉辦夏季奧林匹克運動會 |
| 2032年夏季奧運會 |          |      |          |      | 預定將由澳洲布里斯本舉辦夏季奧林匹克運動會 |

以下是歷屆冬季奧林匹克運動會獎牌榜排名：
| 年份             | 首名        | 金牌 | 次名     | 金牌 | 備註 |
| 1924年冬季奥运会 | 挪威        | 4    | 芬兰     | 4    | |
| 1928年冬季奥运会 | 挪威        | 6    | 美国     | 2    | |
| 1932年冬季奥运会 | 美国        | 6    | 挪威     | 3    | 首次在北美洲舉辦冬季奥林匹克运动会 |
| 1936年冬季奥运会 | 挪威        | 7    | 納粹德國 | 3    | |
| 1940年冬季奥运会 |             |      |          |      | 因第二次世界大戰停辦 |
| 1944年冬季奥运会 |             |      |          |      | 因第二次世界大戰停辦 |
| 1948年冬季奥运会 | 挪威 · 瑞典 | 4    | 瑞士     | 3    | 挪威、瑞典同样取得4金、3银、3铜，亦是首次出現冬季奧運會累積金牌相同 |
| 1952年冬季奥运会 | 挪威        | 7    | 美国     | 4    | |
| 1956年冬季奥运会 | 苏联        | 7    | 奥地利   | 4    | 蘇聯首次參賽 |
| 1960年冬季奥运会 | 苏联        | 7    | 德国     | 4    | |
| 1964年冬季奥运会 | 苏联        | 11   | 奥地利   | 4    | |
| 1968年冬季奥运会 | 挪威        | 6    | 苏联     | 5    | |
| 1972年冬季奥运会 | 苏联        | 8    | 東德     | 4    | 首次在亞洲舉辦冬季奥林匹克运动会 |
| 1976年冬季奥运会 | 苏联        | 13   | 東德     | 7    | |
| 1980年冬季奥运会 | 苏联        | 10   | 東德     | 9    | 中華人民共和國首次參賽 |
| 1984年冬季奥运会 | 東德        | 9    | 苏联     | 6    | |
| 1988年冬季奥运会 | 苏联        | 11   | 東德     | 9    | |
| 1992年冬季奥运会 | 德国        | 10   | 独联体   | 9    | |
| 1994年冬季奥运会 | 俄羅斯      | 11   | 挪威     | 10   | |
| 1998年冬季奥运会 | 德国        | 12   | 挪威     | 10   | |
| 2002年冬季奥运会 | 挪威        | 13   | 德国     | 13   | |
| 2006年冬季奥运会 | 德国        | 11   | 美国     | 9    | |
| 2010年冬季奥运会 | 加拿大      | 14   | 德国     | 10   | |
| 2014年冬季奧運會 | 俄羅斯      | 11   | 挪威     | 11   | |
| 2018年冬季奧運會 | 挪威        | 14   | 德国     | 14   | 俄罗斯因禁药丑闻被禁赛，获批准俄罗斯运动员可以“俄罗斯奥林匹克运动员”的名义参赛，俄罗斯的“制服、国旗和国歌”将不会出现在本届奥运会。另外，挪威14面銀牌，德国10面銀牌，故挪威第一德国第二，亦是第二次出現冬季奧運會累積金牌相同 |
| 2022年冬季奧運會 | 挪威        | 16   | 德国     | 12   | 由中國北京举办冬季奥林匹克运动会，亦是首个同时举办过夏季奥运会及冬季奥运会的城市。 俄罗斯因禁药风波被禁赛，获批准俄罗斯运动员可以“俄罗斯奥林匹克委员会”的名义参赛，俄罗斯的“制服、国号、国旗和国歌”将不会出现在本届奥运会。  |
| 2026年冬季奧運會 |             |      |          |      | 预定将由意大利米蘭-科爾蒂納丹佩佐举办冬季奥林匹克运动会 |

## 问题与争议事件

### 主要事件
随着奥林匹克运动会的发展，金錢和禁藥逐渐成为了一种潜在的威胁。许多人认为商业化对于奥林匹克运动会的发展起着很大作用，但是也担心它由于金钱的影响而失去公正，使得奥运的比賽成為經濟實力的較量。奥运会从一开始也为了避免受到金钱的影响，而不职业化，强调业余的原则。另外，服用禁藥的问题也影响着奥运会。为了提高成绩，一些运动员服用禁藥来达到目的，這是不被允許且違背運動精神的。
2014年8月4日，BBC節目《廣角鏡》播出《聖火下的交易》（Buying the Games），揭發2012年奧運會候選城市賄賂國際奧委會委員、而國際奧委會委員受賄的內幕。节目播出後，國際奧委會主席雅克·羅格（Jacques Rogge）公開承諾，將針對該紀錄片指控的2012年奧運會申辦活動賄選事件，採取任何必要的措施調查。但是，奧運申辦的公正性，無疑已經蒙上了陰影。
2022年北京冬季奥运会的高山滑雪雪道和雪橇竞赛区被规划建设在北京松山国家级自然保护区的核心区。该地区包括了丁香叶忍冬、山西杓兰等多种珍贵的生物物种，且其中许多无法迁地保护。中国的许多生物学专业人员和环保主义者声称，如果将此区域开发为奥运场馆，该地的珍稀物种和综合生态环境将受到毁灭性破坏。中国政府试图将这片区域移除出自然保护区的范畴，另选择一些缺乏珍贵物种资源的区域划定为保护区，此外还在中国国内广泛地删除或限制传播所有要求严格遵守中国法律，保护松山国家级保护区的相关言论。所有这些举动都引发了部分媒体和中国的生物学相关人士的批评。目前，国际奥委会尚未对这些指责作出任何解释。
而如果因為一些事件必須取消或改地點，國際奧委會可能需要在之後的同樣賽事主辦權直接給予當時受影響的主辦城市作為補償。
此外也發現2002年冬季奧林匹克運動會有過行賄行為，至2015年的FIFA、IAAF也相繼捲入行賄醜聞，還有比賽造假、禁藥醜聞等破壞比賽公平競爭問題，讓奧運的永續發展增加變數。

### 禁藥問題
從1968年開始，幾乎每屆奧運都有和禁藥有關的事件（除1980年，但可能存疑，因為沒有全部都藥檢），被剝奪的獎牌（16面獎牌是之後獲得清白或申訴成功才得以保留）大多和禁藥有關，只有3面是比賽上不當行為（如：拒領獎牌，攻擊或辱罵評審、裁判、其他參賽者，使用帶有政治、歧視物品）或身分欺詐（如：謊報年齡或異裝參賽）而造成。
- 至2018年，有52個國家或地區共查獲200起以上違規，一共拔掉117面項目次的獎牌，其中俄羅斯就失去41項獎牌。
- 就項目而言，共20項目，前七嚴重的項目是田徑、舉重、馬術、越野滑雪、角力、單車，其中馬術部分大部分是對馬匹的藥檢未過。
- 就用藥種類而言，一共四十七種，其中16起違規是類固醇。其他違規或嫌疑如：
  - 拒絕或逃避藥檢、企圖竄改藥檢結果（共3起）
  - 捲入BALCO醜聞（3起）
  - 2012年更是起出16起案例是雖藥檢未使用禁藥，但是「生物護照」異常。

2016年也因為國際奧委會針對俄羅斯的禁藥醜聞並沒有採納世界反禁藥組織的建議對俄羅斯其全體禁賽，而是交由各單項運動協會決定，引來不少爭議，但俄羅斯對國際奧委會的決定表示「雖然嚴格但是客觀」，最後從389人降為282人。

### 獎牌的變動
- 奧運會從1912年以來至2016年12月8日褫奪或變動了120個項目的獎牌（1968年褫奪獎牌開始確定），一共41金36銀43銅，大部分原因是因為使用禁藥，其他如在賽事上的不當行為（2面）、欺騙比賽單位自身身分
- 被褫奪的獎牌大多會順位遞補，但個人賽獎牌9面（1金2銀6銅）無遞補，這些獎牌會送至國際奧委會保存。例如：1992年男子舉重82.5公斤級銅牌，因為其獲得者頒獎典禮途中蓄意丟棄獎牌後離去，未遞補是因為違規不是比賽中發生。
- 最多的項目為舉重（42面），失去最多獎牌的代表團為俄羅斯（31面）
- 褫奪的個人獎牌有16面恢復，一共6金4銀6銅，為申訴成功或之後平反的結果。
- 多數情形下會在賽事當日後8～10年內追回（追溯期），超過這個時間者通常不追回，追回也是賽事當日後15年之內。

參見遭剥夺奥运会奖牌列表、各年奧林匹克運動會獎牌榜。

### 年齡限制
由於為維護運動員的健康及其他因素考量，因此有些項目設定了年齡的限制（通常以當年的7月1日的年齡為準），但還是發生了以非真實年齡參賽的案例。
- 體操：16歲以上
- 田徑（十項運動、10000公尺、競走、女子投擲）：18歲以上
- 田徑（馬拉松、50公里競走）：20歲以上
- 田徑（其他項目）：16歲以上
- 男子足球：除3名超齡球員外，其他球員須於奧運舉行前23年之1月1日或以後出生 (即未足24歲)，2020年奧運因受2019冠状病毒病影響延遲1年舉行而修訂為25歲以下賽事，使1997年出生之球員仍可出賽。

### 納入賽車
近年科技不斷進步，在汽車發達的時代，與汽車有關的比賽「賽車」也不斷增加，包括一级方程式、世界耐力锦标赛、世界拉力锦标赛、电动方程式、房車賽及摩托車賽等等賽車項目，同時賽車納入奧運的呼聲也不斷出現，雖然國際奧委會從未同意，但是這樣的呼聲也不是無從根據。
1900年，法國巴黎同時舉辦奧運及世界博覽會，歷時6個月才完成，期間還共舉辦了15場雙座、四座、7座、貨車及消防車的各種賽事，但大多參賽者都是法國人，而且參賽代表也多是雷諾、寶獅及法國的其他小車廠，而且這15場賽事，奧委會從沒承認或否認是否屬於奧運會或世博會，加上因為時代久遠，所以後人沒再追究這段歷史細節。
1936年，德國奧運在柏林舉行，當時的納粹政府元首希特勒為了宣揚國威，也同時舉辦「奧林匹亞拉力賽」，希望藉此向世界顯示德國車的實力，不過該賽事沒被納入奧委會的奧運項目中；這場拉力赛共2000公里，最後卻被英國女車手Elizabeth Betty Haig駕駛英國車廠Singer Motor的Singer Nine奪冠（Betty Haig退出賽車後轉職記者，為Motor Sport雜誌撰文及報導比賽，也不斷支持女性參與賽車，也促使1987年她逝世後，不少英國賽事都加入Betty Haig盃頒與最快的女性車手）
1972年，西德再度舉辦奧運，也再度舉辦奧林匹亞拉力賽，雖然還是不被奧委會納入比賽項目，不過有被納入世界拉力锦标赛（WRC）國際拉力賽事之中，該賽事起點為基爾（Kiel），終點為慕尼黑，共長677公里，有359部車參賽，大部分參賽者為德國人，而冠軍則是駕駛雷諾Alpine A110的法國隊代表让·托德(Jean Todt，曾于2009-2021任国际汽车联盟（FIA）主席）
让·托德進入FIA後，也對汽車運動作出很多貢獻，也使FIA在2012年得到國際奧委會的認可，並加入為國際體育聯會，FIA亦簽署了「奧林匹克憲章」，遵守反興奮劑標準及成立車手委員會，同時也令國際奧委會刪除了「不可使用機械推進運動」條款，讓賽車納入奧運有了指望。
不過第一個問題是：2012年國際奧委會主席羅格（Jacques Rogge）表示：奧運與一级方程式赛车（Formula1）有許多相似之處，不過奧運的概念是「比賽是為了運動員的比賽，而不是為了裝備」，因此雖然他們尊重賽車，但賽車不會被納入奧運項目。
不過他也有說：單車、高爾夫球桿及網球拍，甚至是最高技術的泳衣設計，都有許多機械或設備在當中發揮作用，更不用說馬術比賽中的馬；但賽車打破不了「只是運動員對運動員」的概念。不過他提出的上述問題，是可以透由使用統一規格的賽車完成，而且現今的賽車種類中，也有這類型的賽車，以講求更公平的車手及車手的相互競賽。
另一個問題是：奧運會是面向更大的觀眾群，但至今對大部分而言，仍無法打破「賽車不是運動」的傳統概念，而且很多人都認為賽車手是依賴賽車性能以及裝備表現比賽，而不是賽車手的技能及體力，不過從Formula 1，到整個FIA，至今也沒真正教育大眾：一般開車及操駕高性能車的區別，也無法讓民眾體會到參加各種賽車時所需的健康體力及心理建設，讓大眾明白賽車是個非常嚴苛的一項運動：必須穿著賽車服忍受車內的高溫、煞車及轉彎時需要承受高達5G的G力，以及必須利用各種技巧來取勝。
再者，現行賽車樣式（包含一級方程式、世界耐力锦标赛、世界拉力錦標賽及飄移賽）、都有屬於該類的國際賽事，因此對於用哪種形式加入奧運，FIA也有取捨壓力，更何況FIA屬下的各種賽車運動，一向是由車廠作主導而非車手，與奧運的「去商業化」原則相違背，因此若要真的統一規格賽車，在招標車廠上也會出現難題，FIA也不能從中協調。
最後的問題是：現行的賽車運動，都以「車隊加車手」作為參賽代表，而非國家代表，而且很多國家根本沒有重視過賽車運動，而且也會發生「他國車廠是否可以大力支持其他國車手國家代表參加奧運」的問題，更別提其他沒有賽車場或車手的國家。
不過以上四種問題，其實是有解決方案的，例如FIA曾舉辦過「賽車世界盃」之稱的A1 Grand Prix，但只有從2005年舉辦至2009因為資金問題而結束，也使其無法對大眾留下印象。因此賽車是否加入奧運，還是無法短期內完成。

## 最高榮譽的例外
奧運是體育運動界最高水準的綜合性比賽，奧運金牌亦是多數項目的運動員一生追求的終極目標，並視之為最高榮譽，不過隨著體育運動職業化，一些體育項目的運動員並不視奧運金牌為最高榮譽。

### 男子足球
奧運男子足球僅限23歲或以下的運動員參加（但可加入3名超齡球員）。這是國際足協為了要保持世界盃足球賽的權威性（從前奧運足球限制只容許業餘球員參加，但奧委會和國際足協在「業餘球員」的定義上有不同意見）。即使國際足協放寬年齡限制，由於奧運會舉行的時間，正值歐洲各國足球聯賽球季開始的時段，再加上在奧運開始前約一個月歐洲球員剛剛完成欧洲足球锦标赛，因此難以吸引更多職業足球員，放棄球會季初的比賽去參加奧運。因此奧運男子足球不同於國際足協規管的國際比賽，獲徵召的足球員所屬球會有權拒絕旗下球員參加奧運賽事。2016年為例，有份參與2016年歐洲足球錦標賽的球員（有部分的年齡符合參加奧運）當中沒有一位參與2016年奧運足球賽。足球水準較高的歐洲，其國家隊在世界盃決賽週中佔有近一半席位，但在奧運足球各洲席位平均分佈下，不少歐洲足球強國沒有取得參賽資格。現在歐洲足協乾脆用歐洲21歲以下青年足球錦標賽的前4名作為奧運男子足球參賽資格，而歐洲各國都視奧運男子足球為鍛鍊青年球員的練習場地。反而世界盃足球賽和奧運會同年舉行的欧洲足球锦标赛才是歐洲各國的目標，此舉亦令奧運會與作為“世界第一運動”的足球結合的極其尷尬。
- 世界盃足球賽（四年一度的國際賽）、欧洲足球锦标赛（四年一度的國際賽）、歐洲冠軍盃（一年一度的球會級賽事）無論在規模和吸引力都較奧運男子足球為大。一般情況下，奧運男子足球的精彩程度被認為不如一個國家的國內頂級聯賽有水準，在這樣的環境下，奧運男子足球的去留問題一度成為話題。

### 網球
國際網球職業賽事有4大公開賽—澳大利亞網球公開赛、法國網球公開赛、溫布頓錦標賽、美國網球公開賽，這4項赛事組成「大滿貫系列賽」。無論是從歷史、規模、積分、獎金、影響力，以及是當今唯4採用5盤制的賽事，大滿貫系列賽堪稱是最具競爭性、最矚目的網球比賽，是職業網球員生涯最重要的目標。4大滿貫再加上奧運金牌後，形成的「金滿貫」，一般被頂級選手視為可再錦上添花的成就而努力。

### 棒球
棒球比賽項目已被118屆國際奧委會（意大利都灵）排除在2012年倫敦奧運之外。國際奧委會批評美國職棒大聯盟（MLB）不容許球員參加奧運棒球比賽，加上例行賽和奧運會的舉行時段有衝突，讓奧運棒球比賽的可看性下降，最後導致棒球項目進入了奧運會的瘦身行列。

### 拳擊
業餘拳擊與職業拳擊的規則存在顯著差異。奧林匹克運動會所採用的是業餘拳擊規則，與職業拳擊在比賽時長、得分方式、防護裝備等方面均不相同。若職業拳擊選手欲參加奧運比賽，必須依據業餘拳擊規則進行比賽，這對於習慣職業拳擊節奏與戰術的選手而言是一大挑戰。實務上，職業選手在業餘規則下參賽時，表現可能不如專門訓練業餘拳擊的選手。因此，多數職業拳擊選手選擇不參與奧運拳擊項目。

### 籃球
與部分項目一樣，職業籃球運動員（尤其NBA）初期不能參加奧運會籃球項目。不過於巴塞隆拿奧運起放寬限制，允許職業球員參加，因此延伸之後美國的夢幻隊。

## 最多金牌的得主
历届夏季奥运会获金牌最多的运动员是美國男性游泳运动员，他合計獲得了23枚金牌，另外共有4人各自都獲得了9枚金牌：
| 運動員          | 國籍 | 運動 | 奧運會     | 金牌 | 銀牌 | 銅牌 | 總數 |
| --------------- | ---- | ---- | ---------- | ---- | ---- | ---- | ---- |
|                 | 美国 | 游泳 | 2000－2016 | 23   | 3    | 2    | 28   |
| 拉里莎·拉特尼娜 | 苏联 | 体操 | 1956－1964 | 9    | 5    | 4    | 18   |
| 帕沃·努尔米     | 芬兰 | 田径 | 1920－1928 | 9    | 3    | 0    | 12   |
| 马克·施皮茨     | 美国 | 游泳 | 1968－1972 | 9    | 1    | 1    | 11   |
| 卡尔·刘易斯     | 美国 | 田徑 | 1984－1996 | 9    | 1    | 0    | 10   |